# ديزاينينغ وومين
ديزاينينغ وومين (بالإنجليزية: Designing Women)‏ هو مسلسل كوميدي تم إنتاجه في الولايات المتحدة. بدأ عرضه في سنة 1986 على سي بي إس. بلغ عدد مواسم المسلسل 7 مواسم، بلغ عدد حلقاته 163 حلقة، وتبلغ مدة الحلقة الواحدة 25 دقيقة. تم بث المسلسل لأول مرة بتاريخ 29 سبتمبر 1986 بينما تم بث آخر حلقة منه بتاريخ 24 مايو 1993. من بطولة ديكسي كارتر، آني بوتس، جين سمارت وجوليا دفي.

## روابط خارجية
- ديزاينينغ وومين على موقع IMDb (الإنجليزية)
- ديزاينينغ وومين على موقع ميتاكريتيك (الإنجليزية)
- ديزاينينغ وومين على موقع كينوبويسك (الروسية)
- ديزاينينغ وومين على موقع ألو سيني (الفرنسية)
- ديزاينينغ وومين على موقع قاعدة بيانات الفيلم (الإنجليزية)